# Granja (Penedono)
Granja era una freguesia portuguesa del municipio de Penedono, distrito de Viseu.

## Historia
Afectada por un intenso proceso de despoblación (tenía 455 habitantes en el censo de 1960 y aún conservaba 260 en el  de 1981), fue suprimida el 28 de enero de 2013, en aplicación de una resolución de la Asamblea de la República portuguesa promulgada el 16 de enero de 2013 al unirse con la freguesia de Penedono, formando la nueva freguesia de Penedono e Granja.